# Sougy
Sougy è un comune francese di 881 abitanti situato nel dipartimento del Loiret nella regione del Centro-Valle della Loira.

## Società

### Evoluzione demografica
Abitanti censiti

## Monumenti e luoghi d'interesse

### Chiesa di San Germano
La chiesa di San Germano è lunga 23 metri e larga 9,3. Fu costruita originariamente nel XII secolo in stile gotico ogivale a lancette. Fu ricostruita nel XIX secolo, sotto il pontificato di Pio IX e il regno di Napoleone III. La prima pietra fu posata e benedetta da M. Gabriel, arcidiacono di Orléans.
La domenica del 23 febbraio 1868 la nuova chiesa fu benedetta da M. Rabotin, arcidiacono di Orléans. Vi fu allora un periodo di festeggiamenti per la sua ricostruzione poiché le chiese di Nibelle, Tivernon e Tournoisis nella diocesi di Orléans erano state terminate o in via di conclusione nello stesso anno. Le tre vetrate del santuario furono posate nel 1882, i banchi acquistati nel 1891. Nella vetrata centrale è anche rappresentata la vecchia chiesa. Nel 1971 furono effettuati importanti lavori di manutenzione.

### Monumento ai caduti
Il monumento ai caduti situato a fianco del cimitero comunale indica la parte degli abitanti di Sougy periti nei conflitti armati sostenuti dalla Francia: dieci morti nella  guerra franco-prussiana (1870-1871), 56 morti nella prima guerra mondiale (1914-1918) e due nella seconda (1939-1945), un morto durante la guerra d'Algeria (1954-1962). Inizialmente previsto sulla piazza della chiesa, fu inaugurato l'11 settembre, sotto il mandato del sindaco Germain Echart a un costo di 6650 franchi.

### Altro
Sul territorio del comune si trova la fattoria di Marville, vestigia d'un feudo appartenuto alla famiglia Cailly prima di toccare nel 1594 per matrimonio a un ramo della famiglia Feydeau che ne portò il nome. I Feydeau vendettero Marville nel 1716 alla famiglia Haudry.